# Ermita de Santa Bárbara de Ayora
La ermita de Santa Bárbara es un lugar de culto católico, ubicado dentro del casco urbano de Ayora localizado en la zona conocida como "El Barrio". Es un Bien de Relevancia Local con identificador 46.19.044-005.
Esta ermita data del siglo XVI cuando se formó una nueva barriada a las afueras del casco urbano, cerca de una pequeña loma. A medida que la población aumentó el barrio se incorporó al núcleo de población. Hoy en día el barrio está dentro del casco urbano de la localidad.
A esta ermita se le añadieron dos arcadas más en torno al año 1640 dado que la devoción por la santa iba en aumento.
La ermita ha sido restaurada en varias ocasiones, cambiando en una ocasión la techumbre de la ermita. Dentro de Ayora existe una calle que lleva desde la puerta de la ermita hasta la calle Marquesa de Zenete. Destacan las escaleras que llevan a los caminantes desde la calle hasta la placeta de la ermita.
Delante de la ermita existe una placeta cuadrada de pequeñas dimensiones. 

## Estructura de la ermita
A la ermita es de fachada blanca y se accede subiendo los 7 escalones hasta la puerta, que es de dintel recto. Sobre ella un pequeño tejado y sobre este un pequeño frontón con la espadaña formada por un arco de medio punto en cuyo interior se encuentra la campana. A la espadaña la completan una pequeña cruz de hierro arriba y dos piedra talladas en forma de pirámide a los lados.
El interior de la ermita es de paredes blancas con suelo de losetas, a cuadros de color blanco y negro, hasta llegar al altar donde se alberga la imagen de santa Bárbara. Se trata de un pequeño altar de escayola con hornacina sujetado por cuatro columnas, dos a dos. En el interior también se guardan diversas reproducciones de cuadros de santos y santas. También tiene una pequeña sacristía.

## Ruta de la Ermitas de Ayora
Esta ermita está dentro de la Ruta de las Ermitas de Ayora que recorre todas las ermitas del municipio.

## Festividad
La festividad de santa Bárbara es el 4 de diciembre, uno de los pocos días que la ermita abre sus puertas y se realiza misa.